# Liste der Einträge im National Register of Historic Places in Taunton (Massachusetts)

Lage des Bristol County in Massachusetts

Die Liste der Einträge im National Register of Historic Places in Taunton in Massachusetts führt alle Bauwerke, National Historic Landmarks und historischen Stätten in Taunton auf, die in das National Register of Historic Places aufgenommen wurden.
Die vorliegende Liste wurde aufgrund der Vielzahl an Einträgen in Taunton ausgelagert und ist integraler Bestandteil der Liste der Einträge im National Register of Historic Places im Bristol County.

## Legende
| NRHP | Historic Place    |
| HD   | Historic District |

## Aktuelle Einträge
| [ 2 ] | Name                                         | Bild                                         | Eintragsdatum                 | Lage                                                                    | Ort     | Beschreibung                                                                 |
| ----- | -------------------------------------------- | -------------------------------------------- | ----------------------------- | ----------------------------------------------------------------------- | ------- | ---------------------------------------------------------------------------- |
| 1     | Charles R. Atwood House                      | Charles R. Atwood House                      | 5. Juli 1984 ID-Nr. 84002087  | 30 Dean St. 41° 54′ 14″ N, 71° 4′ 59″ W                                 | Taunton |                                                                              |
| 2     | Barnum School                                | Barnum School                                | 5. Juli 1984 ID-Nr. 84002088  | Barnum St. 41° 53′ 40″ N, 71° 5′ 45″ W                                  | Taunton |                                                                              |
| 3     | J.C. Bartlett House                          | J.C. Bartlett House                          | 5. Juli 1984 ID-Nr. 84002089  | 12 Walnut St. 41° 53′ 47″ N, 71° 5′ 50″ W                               | Taunton |                                                                              |
| 4     | C.J.H. Bassett House                         | C.J.H. Bassett House                         | 5. Juli 1984 ID-Nr. 84002091  | 20 Chestnut St. 41° 54′ 12″ N, 71° 5′ 25″ W                             | Taunton |                                                                              |
| 5     | W.C. Beattie House                           | W.C. Beattie House                           | 5. Juli 1984 ID-Nr. 84002092  | 289 W. Brittania St. 41° 55′ 7″ N, 71° 6′ 24″ W                         | Taunton |                                                                              |
| 6     | Bristol County Courthouse Complex            | Bristol County Courthouse Complex            | 28. März 1978 ID-Nr. 78000427 | 9, 11, 15 Court St. 41° 54′ 9″ N, 71° 5′ 42″ W                          | Taunton |                                                                              |
| 7     | Brow’s Tavern                                | Brow’s Tavern                                | 5. Juli 1984 ID-Nr. 84002094  | 211 Tremont St. 41° 54′ 42″ N, 71° 7′ 29″ W                             | Taunton |                                                                              |
| 8     | Henry G. Brownell House                      | Henry G. Brownell House                      | 5. Juli 1984 ID-Nr. 84002095  | 119 High St. 41° 53′ 58″ N, 71° 5′ 49″ W                                | Taunton | Nicht mehr existent.                                                         |
| 9     | Thomas Nichols Three Deckers                 | Thomas Nichols Three Deckers                 | 5. Juli 1984 ID-Nr. 84002097  | 68, 80 und 88 W. Brittania St. 41° 54′ 48″ N, 71° 6′ 7″ W               | Taunton |                                                                              |
| 10    | George Capron House                          | George Capron House                          | 5. Juli 1984 ID-Nr. 84002099  | 6 N. Pleasant St. 41° 54′ 24″ N, 71° 5′ 52″ W                           | Taunton |                                                                              |
| 11    | Central Fire Station                         | Central Fire Station                         | 5. Juli 1984 ID-Nr. 84002101  | Leonard und School Sts. 41° 54′ 14″ N, 71° 5′ 32″ W                     | Taunton | Drittälteste noch in Betrieb befindliche Feuerwache der Vereinigten Staaten. |
| 12    | Church Green                                 | Church Green                                 | 16. Dez. 1977 ID-Nr. 77000168 | U.S. 44 und MA 140 41° 54′ 5″ N, 71° 5′ 17″ W                           | Taunton |                                                                              |
| 13    | Cohannet Mill No. 3                          | Cohannet Mill No. 3                          | 29. Nov. 2006 ID-Nr. 06001088 | 120 Ingell St. 41° 53′ 14″ N, 71° 5′ 13″ W                              | Taunton | Heute Robertson on the River-Appartements.                                   |
| 14    | Samuel Colby House                           | Samuel Colby House                           | 5. Juli 1984 ID-Nr. 84002103  | 74 Winthrop St. 41° 53′ 50″ N, 71° 5′ 55″ W                             | Taunton |                                                                              |
| 15    | Abiezar Dean House                           | Abiezar Dean House                           | 5. Juli 1984 ID-Nr. 84002104  | 57 Summer St. 41° 54′ 0″ N, 71° 5′ 17,2″ W                              | Taunton |                                                                              |
| 16    | George Dean House                            | George Dean House                            | 5. Juli 1984 ID-Nr. 84002105  | 135 Winthrop St. 41° 53′ 42″ N, 71° 6′ 15,8″ W                          | Taunton |                                                                              |
| 17    | Jonathan Dean House                          |                                              | 5. Juli 1984 ID-Nr. 84002106  | 175 Dean St. 41° 54′ 23″ N, 71° 4′ 4,1″ W                               | Taunton | Nicht mehr existent.                                                         |
| 18    | Lloyd Dean House                             | Lloyd Dean House                             | 5. Juli 1984 ID-Nr. 84002107  | 164 Dean St. 41° 54′ 22″ N, 71° 4′ 9,1″ W                               | Taunton |                                                                              |
| 19    | Theodore Dean House                          | Theodore Dean House                          | 5. Juli 1984 ID-Nr. 84002108  | 26 Dean St. 41° 54′ 13″ N, 71° 5′ 2″ W                                  | Taunton |                                                                              |
| 20    | Dean-Barstow House                           | Dean-Barstow House                           | 5. Juli 1984 ID-Nr. 84002109  | 275 Williams St. 41° 52′ 58″ N, 71° 2′ 58″ W                            | Taunton |                                                                              |
| 21    | Dean-Hartshorn House                         | Dean-Hartshorn House                         | 5. Juli 1984 ID-Nr. 84002111  | 68 Dean St. 41° 54′ 14″ N, 71° 4′ 52″ W                                 | Taunton |                                                                              |
| 22    | East Taunton Fire Station                    | East Taunton Fire Station                    | 5. Juli 1984 ID-Nr. 84002112  | Middleboro Ave. 41° 52′ 56″ N, 71° 2′ 1″ W                              | Taunton |                                                                              |
| 23    | Eldridge House                               | Eldridge House                               | 5. Juli 1984 ID-Nr. 84002114  | 172 County St. 41° 53′ 45″ N, 71° 4′ 38″ W                              | Taunton |                                                                              |
| 24    | Fairbanks-Williams House                     | Fairbanks-Williams House                     | 5. Juli 1984 ID-Nr. 84002116  | 19 Elm St. 41° 54′ 13″ N, 71° 5′ 10″ W                                  | Taunton |                                                                              |
| 25    | Albert Field Tack Company                    | Albert Field Tack Company                    | 5. Juli 1984 ID-Nr. 84002117  | 19 Spring St. 41° 53′ 57″ N, 71° 5′ 29″ W                               | Taunton |                                                                              |
| 26    | Fuller-Dauphin Estate                        | Fuller-Dauphin Estate                        | 5. Juli 1984 ID-Nr. 84002118  | 145 School St. 41° 54′ 33″ N, 71° 5′ 22″ W                              | Taunton |                                                                              |
| 27    | Gen. George Godfrey House                    | Gen. George Godfrey House                    | 5. Juli 1984 ID-Nr. 84002119  | 125 County St. 41° 53′ 46″ N, 71° 4′ 43″ W                              | Taunton |                                                                              |
| 28    | Richard Godfrey House                        | Richard Godfrey House                        | 5. Juli 1984 ID-Nr. 84002121  | 62 County St. 41° 53′ 48,8″ N, 71° 4′ 50,9″ W                           | Taunton |                                                                              |
| 29    | Harris Street Bridge                         | Harris Street Bridge                         | 5. Juli 1984 ID-Nr. 84002123  | Führt über den Taunton River. 41° 54′ 20″ N, 71° 4′ 12″ W               | Taunton |                                                                              |
| 30    | Sarah A. Haskins House                       | Sarah A. Haskins House                       | 5. Juli 1984 ID-Nr. 84002124  | 18 Harrison St. 41° 53′ 49″ N, 71° 5′ 38″ W                             | Taunton |                                                                              |
| 31    | Higgins-Hodgeman House                       | Higgins-Hodgeman House                       | 5. Juli 1984 ID-Nr. 84002128  | 19 Cedar St. 41° 54′ 15″ N, 71° 5′ 25″ W                                | Taunton |                                                                              |
| 32    | Hodges House                                 | Hodges House                                 | 5. Juli 1984 ID-Nr. 84002130  | 41 Worcester St. 41° 55′ 10″ N, 71° 9′ 1″ W                             | Taunton |                                                                              |
| 33    | Hopewell Mills District                      | Hopewell Mills District                      | 5. Juli 1984 ID-Nr. 84002133  | Bay St. und Albro Ave. 41° 54′ 57″ N, 71° 5′ 42″ W                      | Taunton |                                                                              |
| 34    | Hopewell School                              | Hopewell School                              | 5. Juli 1984 ID-Nr. 84003859  | Monroe St. 41° 55′ 11″ N, 71° 5′ 40″ W                                  | Taunton |                                                                              |
| 35    | Kilmer Street Fire Station                   | Kilmer Street Fire Station                   | 5. Juli 1984 ID-Nr. 84002138  | Oak und Kilmer Sts. 41° 53′ 58″ N, 71° 6′ 25″ W                         | Taunton |                                                                              |
| 36    | King Airfield Hangar                         | King Airfield Hangar                         | 5. Juli 1984 ID-Nr. 84002141  | Middleboro Ave. 41° 52′ 51″ N, 71° 1′ 14″ W                             | Taunton |                                                                              |
| 37    | Job Knapp House                              | Job Knapp House                              | 5. Juli 1984 ID-Nr. 84002150  | 81 Shores St. 41° 54′ 7″ N, 71° 6′ 49″ W                                | Taunton |                                                                              |
| 38    | William Lawrence House                       | William Lawrence House                       | 10. Juli 1985 ID-Nr. 85001531 | 101 Somerset Ave. 41° 53′ 36″ N, 71° 5′ 36″ W                           | Taunton |                                                                              |
| 39    | Leonard School                               | Leonard School                               | 5. Juli 1984 ID-Nr. 84002155  | W. Brittania St. 41° 55′ 3″ N, 71° 6′ 32″ W                             | Taunton |                                                                              |
| 40    | James Leonard House                          | James Leonard House                          | 5. Juli 1984 ID-Nr. 84002152  | 3 Warren St. 41° 54′ 51″ N, 71° 6′ 28″ W                                | Taunton |                                                                              |
| 41    | Ambrose Lincoln, Jr. House                   | Ambrose Lincoln, Jr. House                   | 5. Juli 1984 ID-Nr. 84002157  | 1916 Bay St. 41° 54′ 50″ N, 71° 5′ 37″ W                                | Taunton |                                                                              |
| 42    | Asa Lincoln House                            | Asa Lincoln House                            | 5. Juli 1984 ID-Nr. 84002159  | 171 Shores St. 41° 54′ 3″ N, 71° 7′ 29″ W                               | Taunton |                                                                              |
| 43    | Gen. Thomas Lincoln House                    | Gen. Thomas Lincoln House                    | 5. Juli 1984 ID-Nr. 84002162  | 104 Field St. 41° 57′ 24″ N, 71° 5′ 56″ W                               | Taunton |                                                                              |
| 44    | Lord-Baylies-Bennett House                   | Lord-Baylies-Bennett House                   | 5. Juli 1984 ID-Nr. 84002165  | 66 Winthrop St. 41° 53′ 52″ N, 71° 5′ 50″ W                             | Taunton |                                                                              |
| 45    | Lothrop Memorial Building-G.A.R. Hall        | Lothrop Memorial Building-G.A.R. Hall        | 5. Juli 1984 ID-Nr. 84002168  | Washington und Governor Sts. 41° 54′ 13″ N, 71° 6′ 29″ W                | Taunton |                                                                              |
| 46    | H.B. Lothrop Store                           | H.B. Lothrop Store                           | 5. Juli 1984 ID-Nr. 84002166  | 210 Weir St. 41° 53′ 46″ N, 71° 6′ 14″ W                                | Taunton |                                                                              |
| 47    | Calvin T. Macomber House                     | Calvin T. Macomber House                     | 5. Juli 1984 ID-Nr. 84002174  | 312 W. Brittania St. 41° 55′ 6″ N, 71° 6′ 25″ W                         | Taunton |                                                                              |
| 48    | Theodore L. Marvel House                     | Theodore L. Marvel House                     | 5. Juli 1984 ID-Nr. 84002176  | 188 Berkley St. 41° 52′ 46″ N, 71° 5′ 23″ W                             | Taunton |                                                                              |
| 49    | N. S. Mason House                            | N. S. Mason House                            | 5. Juli 1984 ID-Nr. 84002178  | 58 Tremont St. 41° 54′ 18″ N, 71° 6′ 24″ W                              | Taunton |                                                                              |
| 50    | McKinstrey House                             | McKinstrey House                             | 5. Juli 1984 ID-Nr. 84002181  | 115 High St. 41° 53′ 58″ N, 71° 5′ 50″ W                                | Taunton |                                                                              |
| 51    | Morse House                                  | Morse House                                  | 5. Juli 1984 ID-Nr. 84002185  | 6 Pleasant St. 41° 54′ 14″ N, 71° 5′ 41″ W                              | Taunton |                                                                              |
| 52    | Henry Morse House                            | Henry Morse House                            | 5. Juli 1984 ID-Nr. 84002183  | 32 Cedar St. 41° 54′ 13″ N, 71° 5′ 26″ W                                | Taunton |                                                                              |
| 53    | Mount Pleasant Cemetery                      | Mount Pleasant Cemetery                      | 5. Dez. 2002 ID-Nr. 02001474  | Crocker, Cohannet und Barnum Sts. 41° 53′ 42″ N, 71° 5′ 59″ W           | Taunton |                                                                              |
| 54    | Neck of Land Cemetery                        | Neck of Land Cemetery                        | 10. Juli 1985 ID-Nr. 85001530 | Summer St. 41° 53′ 52″ N, 71° 5′ 9″ W                                   | Taunton |                                                                              |
| 55    | North Taunton Baptist Church                 | North Taunton Baptist Church                 | 5. Juli 1984 ID-Nr. 84002188  | 1940 Bay St. 41° 54′ 52″ N, 71° 5′ 41″ W                                | Taunton |                                                                              |
| 56    | Old Colony Iron Works-Nemasket Mills Complex | Old Colony Iron Works-Nemasket Mills Complex | 5. Juli 1984 ID-Nr. 84002190  | Old Colony Ave. 41° 53′ 9″ N, 71° 1′ 38″ W                              | Taunton |                                                                              |
| 57    | Old Colony Railroad Station                  | Old Colony Railroad Station                  | 5. Juli 1984 ID-Nr. 84002192  | 40 Dean St. 41° 54′ 16″ N, 71° 4′ 56″ W                                 | Taunton |                                                                              |
| 58    | Old Weir Stove Company                       | Old Weir Stove Company                       | 5. Juli 1984 ID-Nr. 84002194  | W. Water St. 41° 52′ 57″ N, 71° 5′ 34″ W                                | Taunton |                                                                              |
| 59    | Alfred Paull House                           | Alfred Paull House                           | 5. Juli 1984 ID-Nr. 84002196  | 467 Weir St. 41° 53′ 20″ N, 71° 5′ 26″ W                                | Taunton |                                                                              |
| 60    | Pilgrim Congregational Church                | weitere Bilder                               | 5. Juli 1984 ID-Nr. 84002199  | 45 Broadway 41° 54′ 14″ N, 71° 5′ 39″ W                                 | Taunton |                                                                              |
| 61    | Reed and Barton Complex                      | Reed and Barton Complex                      | 5. Juli 1984 ID-Nr. 84002207  | W. Brittania und Danforth Sts. 41° 55′ 5″ N, 71° 6′ 6″ W                | Taunton |                                                                              |
| 62    | M. M. Rhodes and Sons Co.                    |                                              | 29. Aug. 2016 ID-Nr. 16000570 | 12 Porter St. 41° 53′ 54,3″ N, 71° 5′ 57″ W                             | Taunton |                                                                              |
| 63    | St. Mary’s Complex                           | St. Mary’s Complex                           | 5. Juli 1984 ID-Nr. 84002211  | Broadway und Washington St. 41° 54′ 27″ N, 71° 5′ 39″ W                 | Taunton |                                                                              |
| 64    | St. Thomas Episcopal Church                  | St. Thomas Episcopal Church                  | 5. Juli 1984 ID-Nr. 84002213  | 115 High St. 41° 53′ 50″ N, 71° 5′ 27″ W                                | Taunton |                                                                              |
| 65    | School Street School                         | School Street School                         | 5. Juli 1984 ID-Nr. 84002214  | School und Fruit Sts. 41° 54′ 12″ N, 71° 6′ 3″ W                        | Taunton |                                                                              |
| 66    | Sylvanus N. Staples House                    | Sylvanus N. Staples House                    | 5. Juli 1984 ID-Nr. 84002217  | 21 Second St. 41° 53′ 11″ N, 71° 5′ 37″ W                               | Taunton |                                                                              |
| 67    | Stone House                                  | Stone House                                  | 5. Juli 1984 ID-Nr. 84002219  | 15-17 Plain St. 41° 53′ 5″ N, 71° 5′ 17″ W                              | Taunton |                                                                              |
| 68    | Albert Sweet House                           | Albert Sweet House                           | 5. Juli 1984 ID-Nr. 84002221  | 179 Highland St. 41° 53′ 34″ N, 71° 6′ 58″ W                            | Taunton |                                                                              |
| 69    | Taunton Alms House                           | Taunton Alms House                           | 5. Juli 1984 ID-Nr. 84002223  | Norton Ave. 41° 55′ 7″ N, 71° 7′ 57″ W                                  | Taunton |                                                                              |
| 70    | Taunton Green Historic District              | Taunton Green Historic District              | 1. März 1985 ID-Nr. 85000547  | Broadway, Taunton Green, Main und Court Sts. 41° 54′ 8″ N, 71° 5′ 40″ W | Taunton |                                                                              |
| 71    | Taunton Public Library                       | Taunton Public Library                       | 5. Juli 1984 ID-Nr. 84002225  | Pleasant St. 41° 54′ 12″ N, 71° 5′ 41″ W                                | Taunton |                                                                              |
| 72    | Taunton State Hospital                       | Taunton State Hospital                       | 21. Jan. 1994 ID-Nr. 93001484 | 41° 54′ 42″ N, 71° 6′ 6″ W                                              | Taunton |                                                                              |
| 73    | H.P. Thomas House                            | H.P. Thomas House                            | 5. Juli 1984 ID-Nr. 84002228  | 322 Somerset Ave. 41° 53′ 16″ N, 71° 5′ 39″ W                           | Taunton |                                                                              |
| 74    | Tisdale-Morse House                          | Tisdale-Morse House                          | 5. Juli 1984 ID-Nr. 84002231  | 17 Fayette Pl. 41° 54′ 15″ N, 71° 5′ 28″ W                              | Taunton |                                                                              |
| 75    | Union Congregational Church                  | Union Congregational Church                  | 5. Juli 1984 ID-Nr. 84002232  | W. Brittania und Rockland Sts. 41° 55′ 10″ N, 71° 6′ 20″ W              | Taunton |                                                                              |
| 76    | Union Mission Chapel-Historical Hall         | Union Mission Chapel-Historical Hall         | 5. Juli 1984 ID-Nr. 84002235  | Cedar St. 41° 54′ 13″ N, 71° 5′ 30″ W                                   | Taunton |                                                                              |
| 77    | US Post Office-Taunton Main                  | US Post Office-Taunton Main                  | 19. Okt. 1987 ID-Nr. 86003476 | 37 Taunton Green 41° 54′ 6″ N, 71° 5′ 41″ W                             | Taunton |                                                                              |
| 78    | Capt. David Vickery House                    | Capt. David Vickery House                    | 5. Juli 1984 ID-Nr. 84002254  | 33 Plain St. 41° 53′ 4″ N, 71° 5′ 13″ W                                 | Taunton |                                                                              |
| 79    | Vickery-Baylies House                        | Vickery-Baylies House                        | 5. Juli 1984 ID-Nr. 84002252  | 56 Summer St. 41° 53′ 59″ N, 71° 5′ 15″ W                               | Taunton |                                                                              |
| 80    | Walker School                                | Walker School                                | 5. Juli 1984 ID-Nr. 84002257  | Berkley St. 41° 52′ 56″ N, 71° 3′ 11″ W                                 | Taunton |                                                                              |
| 81    | Peter Walker House                           | Peter Walker House                           | 5. Juli 1984 ID-Nr. 84002256  | 1679 Somerset Ave. 41° 51′ 25,6″ N, 71° 6′ 55,4″ W                      | Taunton |                                                                              |
| 82    | Samuel Washburn House                        | Samuel Washburn House                        | 5. Juli 1984 ID-Nr. 84002258  | 68 Winthrop St. 41° 53′ 50″ N, 71° 5′ 52″ W                             | Taunton |                                                                              |
| 83    | Washington School                            | Washington School                            | 5. Juli 1984 ID-Nr. 84002261  | 40 Vernon St. 41° 53′ 45″ N, 71° 6′ 22″ W                               | Taunton |                                                                              |
| 84    | Weir Engine House                            | Weir Engine House                            | 5. Juli 1984 ID-Nr. 84002263  | 530 Weir St. 41° 53′ 15″ N, 71° 5′ 23″ W                                | Taunton |                                                                              |
| 85    | Westville Congregational Church              | Westville Congregational Church              | 5. Juli 1984 ID-Nr. 84002266  | Winthrop und N. Walker Sts. 41° 53′ 8″ N, 71° 8′ 17″ W                  | Taunton |                                                                              |
| 86    | William L. White, Jr. House                  | William L. White, Jr. House                  | 5. Juli 1984 ID-Nr. 84002268  | 242 Winthrop St. 41° 53′ 24″ N, 71° 6′ 55″ W                            | Taunton |                                                                              |
| 87    | Whittenton Fire and Police Station           | Whittenton Fire and Police Station           | 5. Juli 1984 ID-Nr. 84002271  | Bay St. 41° 55′ 14″ N, 71° 5′ 49″ W                                     | Taunton |                                                                              |
| 88    | Whittenton Mills Complex                     | Whittenton Mills Complex                     | 5. Juli 1984 ID-Nr. 84002275  | Mill River und Whittenton St. 41° 55′ 27″ N, 71° 6′ 21″ W               | Taunton |                                                                              |
| 89    | Abiathar King Williams House                 | Abiathar King Williams House                 | 5. Juli 1984 ID-Nr. 84002278  | 43 Ingell St. 41° 53′ 36″ N, 71° 5′ 2″ W                                | Taunton |                                                                              |
| 90    | Enoch Williams House                         | Enoch Williams House                         | 5. Juli 1984 ID-Nr. 84002280  | 616 Middleboro Ave. 41° 52′ 57″ N, 71° 1′ 26″ W                         | Taunton |                                                                              |
| 91    | Francis D. Williams House                    | Francis D. Williams House                    | 5. Juli 1984 ID-Nr. 84002282  | 3 Plain St. 41° 53′ 7″ N, 71° 5′ 21″ W                                  | Taunton |                                                                              |
| 92    | N.S. Williams House                          | N.S. Williams House                          | 5. Juli 1984 ID-Nr. 84002285  | 1150 Middleboro Ave. 41° 52′ 55″ N, 71° 0′ 3″ W                         | Taunton |                                                                              |
| 93    | Joseph Willis House                          | Joseph Willis House                          | 5. Juli 1984 ID-Nr. 84002286  | 28 Worcester St. 41° 54′ 59″ N, 71° 8′ 51″ W                            | Taunton |                                                                              |
| 94    | Winslow Congregational Church                |                                              | 5. Juli 1984 ID-Nr. 84002288  | 61 Winthrop St. 41° 53′ 55″ N, 71° 5′ 50″ W                             | Taunton | Nicht mehr existent.                                                         |
| 95    | Winthrop Street Baptist Church               | Winthrop Street Baptist Church               | 5. Juli 1984 ID-Nr. 84002291  | 58 Winthrop St. 41° 54′ 1″ N, 71° 5′ 46″ W                              | Taunton |                                                                              |
| 96    | William Woodward House                       | William Woodward House                       | 10. Juli 1985 ID-Nr. 85001529 | 117 Arlington St. 41° 54′ 17″ N, 71° 4′ 57″ W                           | Taunton |                                                                              |